# Musée De Cruquius
La station de pompage De Cruquius (néerlandais Gemaal De Cruquius) de 1849 est l'une des trois stations de pompage à vapeur ayant servi à pomper le Haarlemmermeer, dans la province néerlandaise de Hollande-Septentrionale.

## Nom
Son nom vient de l'ingénieur Samuelis Nicolaus Cruquius, né en 1678 à Vlieland. La combinaison impressionnante de la technologie et l'architecture en font un monument d'archéologie industrielle de renommée mondiale. Le village proche porte aussi le nom Cruquius.

## Histoire
La perte du sud du pays avec l'indépendance de la Belgique en 1830 et deux fortes tempêtes en 1834 et 1836 ont décidé le roi Guillaume Ier en 1837 à créer une commission d'État sur l'évaluation de l'assèchement du Haarlemmermeer. Aussitôt une bataille acharnée s'est déclenchée entre les partisans du moulin et de la machine à vapeur. Cette bataille entre le vent et la vapeur a été réglée par le roi Guillaume Ier en faveur du progrès. La mise en valeur de la puissance de la vapeur était une question de fierté que l'ère industrielle des Pays-Bas. Les calculs ont montré que trois stations de pompage seraient nécessaires pour vider le lac. 
En 1840, le premier coup de pioche a été donné pour le canal de 63 km et la digue. Avant que le lac ne soit clôturé, la construction de la station de pompage De Leeghwater en 1845 a servi de prototype pour les deux autres. La construction des stations De Lijnden et Cruquius ont commencé en 1847, elles ont été terminées en 1849.
Après trois ans et 3 mois a été de 800 millions de mètres cubes d'eau pompés. La Gazette de Juillet 1852 intitulé: "Le lac est à sec".
Au total, le coût de remise en état a coûté plus de 10 millions de florins. Contrairement aux deux autres stations, celle De Cruquius n'a pas été modernisée. La station de pompage n'a pas été en activité depuis 1912, après cette date elle est devenue une station de pompage de réserve. En 1932, elle a finalement été arrêtée - la clôture officielle a eu lieu le 10 juin 1933. Les chaudières ont été démolies. Les deux autres stations ont été modernisées et à partir de ce moment, le polder devait rester sec sans les Cruquius.

## Le bâtiment
Comme les deux autres stations de pompage, le bâtiment est construit en style néo-gothique avec des éléments typiques de ce style, tels que l'inclinaison, les gros contreforts, les arcs brisés et les riches ornements d'entrelacs, mais aussi son escaliers en fonte et des piliers typiques.
Sur les trois, seul l'usine Cruquius a été préservée dans son état originel.

## Moteurs
Le moteur de 1849 existe toujours. C'est la plus grande machine à vapeur au monde et la mieux préservée, le moteur Cornish a un cylindre de 3,66 mètres de diamètre. Cette machine entraîne huit bras d'égalisation de 10 tonnes qui agissent comme des tentacules agissant sur des bras de levier vers l'extérieur. Ces bras sont articulés autour d'un piston central. À chaque coup de piston jusqu'à 64 000 litres d'eau pouvait être remonté de cinq mètres, elle était ensuite évacuée dans le canal.

## Musée
Après la fermeture de l'usine, elle devait être rasée, mais une association s'est créé a réussi à mobiliser qui de droit et l'usine est devenu le Musée De Cruquius.
En 1991, l'American Society of Mechanical Engineers classe l'installation comme International Historic Mechanical Engineering Landmark (en).
La station de pompage fait partie de la Route européenne du patrimoine industriel.